# Shangdu, Ulanqab
Shangdu, tidigare känt som Shangtu, är ett härad som lyder under Ulanqabs stad på prefekturnivå i den autonoma regionen Inre Mongoliet i norra Kina. Det ligger omkring 180 kilometer nordost om regionhuvudstaden Hohhot.

## Källa
1. ↑  ”worldpostmarks.net”. Arkiverad från originalet den 2 januari 2015. https://web.archive.org/web/20150102101710/http://worldpostmarks.net/HTML%20Countries/china.htm. Läst 14 december 2015.